# Баковчиці
46°07′ пн. ш. 16°51′ сх. д. / 46.12° пн. ш. 16.85° сх. д.
Баковчиці (хорв. Bakovčica) — населений пункт у Хорватії, у Копривницько-Крижевецькій жупанії у складі міста Копривниця.

## Населення
Населення за даними перепису 2011 року становило 321 осіб.
Динаміка чисельності населення поселення: